# Beatrice Venezi
Beatrice Venezi (geboren 5. März 1990 in Lucca) ist eine italienische Dirigentin, Pianistin und Komponistin.

## Leben
Ihr Vater, Gabriele, Immobilienentwickler, war Kandidat für die rechtsextreme Forza Nuova bei den Kommunalwahlen 2007 in Lucca. Venezi schloss 2010 ein Klavierstudium bei Norberto Capelli ab und absolvierte ergänzend Meisterklassen bei Andrea Lucchesini, Pietro De Maria und Vincenzo Balzani. Anschließend studierte sie Orchester-Dirigieren bei Vittorio Parisi am Conservatorio Giuseppe Verdi in Mailand und schloss 2015 mit der Höchstnote 110/110 cum laude ab. Danach setzte sie ihre Studien bei Piero Bellugi in Florenz, bei Gianluigi Gelmetti an der Accademia Musicale Chigiana in Siena sowie bei John Axelrod fort, dessen Assistentin sie nachfolgend wurde.
Als Orchesterdirigentin dirigiert sie neben italienischen Orchestern (Orchestra I Pomeriggi Musicali Milano, Filarmonica Campana Orchestra, Orchestra Da Camera Fiorentina, Lucca Philharmonic Orchestra, Nuova Orchestra Scarlatti Neapel, Orchestra Filarmonica Italiana u. a.) auch internationale Orchester, darunter das National Radio Company of Ukraine Symphony Orchestra, das Orchester des Bolschoi-Theaters in Minsk, das Orchestra of the Bulgaria Classic Foundation, Japan Virtuoso Symphony Orchestra, Classical Orchestra of Madeira, Belarusian State Radio und Television Symphony Orchestra, das Orchester der Georgischen Staatsoper, Orquesta Sinfónica de Córdoba, Toronto Concert Orchestra, Neues Philharmonieorchester Japan Tokyo, National Philharmonic Orchestra Odessa und weitere Orchester.
Sie erhielt einige Auszeichnungen, so wurde sie 2015 von der Assami – Associazione Amici del Conservatorio di Milano mit dem Premio “Donna 8 marzo” – La Musica per la Vita ausgezeichnet. 2018 wurde sie von Forbes Italia in die Liste von 100 Young People Under 30 to become leaders of the future gewählt. Von 2019 bis 2021 war sie Mitglied des Consulta femminile del Pontificio Consiglio per la Cultura (Frauenrat des Päpstlichen Kulturrats).
Venezi wurde 2016 Chefdirigentin des Nuova Orchestra Scarlatti Young und debütierte beim Festival Puccini in Torre del Lago. 2019 wurde sie außerdem Chefdirigentin des Orchestra Sinfonica Milano Classica sowie Erste Gastdirigentin des Orchestra della Toscana.
Ihr dirigentisches Schaffen beinhaltet sowohl Konzerte wie auch Opern-Aufführungen. 2019 veröffentlichte sie mit dem Orchestra della Toscana ihre erste CD bei Warner Classics, My Journey, mit symphonischer Musik von Giacomo Puccini.
Am 17. November 2022 wurde sie vom Kulturminister Gennaro Sangiuliano zur Musikberaterin ernannt.

## CD-Aufnahmen
- Beatrice Venezi: My Journey – Puccini’s Symphonic Works, Warner Classics 2019[8]